# St. Bartholomäus (Ortenberg)

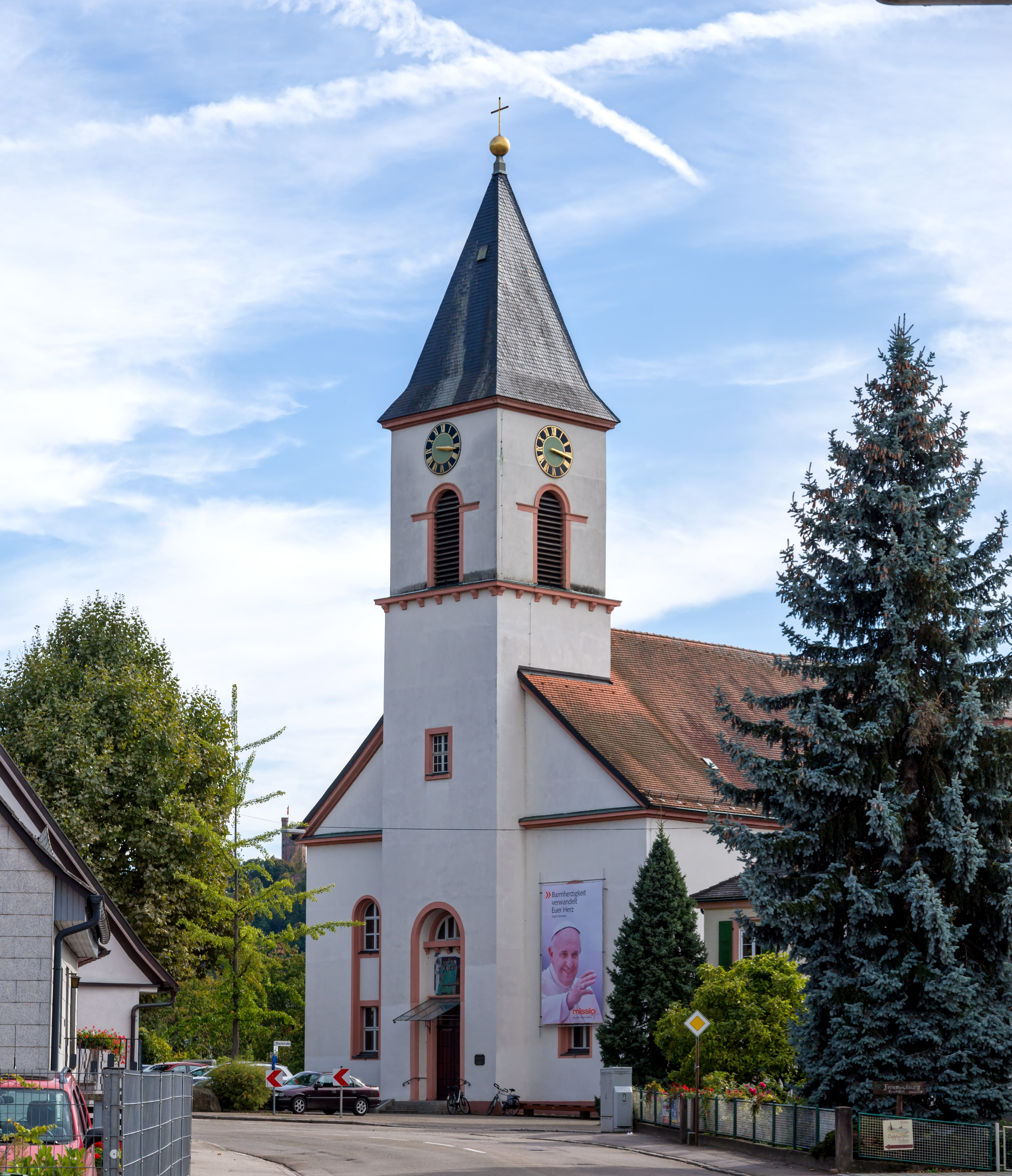
St. Bartholomäus

St. Bartholomäus ist die römisch-katholische Pfarrkirche von Ortenberg im Ortenaukreis in Baden-Württemberg. Sie wurde in den 1820er Jahren in klassizistischem Stil erbaut. Seit der Dekanatsreform am 1. Januar 2008 gehört die Kirche zum Dekanat Offenburg-Kinzigtal und gehört zudem zur Seelsorgeeinheit Vorderes Kinzigtal St. Primin. Nach vier drastischen Umgestaltungen zeigt sich das Innere heute als ein Miteinander von nazarenischer und zeitgenössischer Kunst.
Ihre Geschichte – und die Geschichte des Ortes – hat besonders der aus Ortenberg stammende Heimatforscher Franz X. Vollmer (1922–2011) erforscht.

## Geschichte

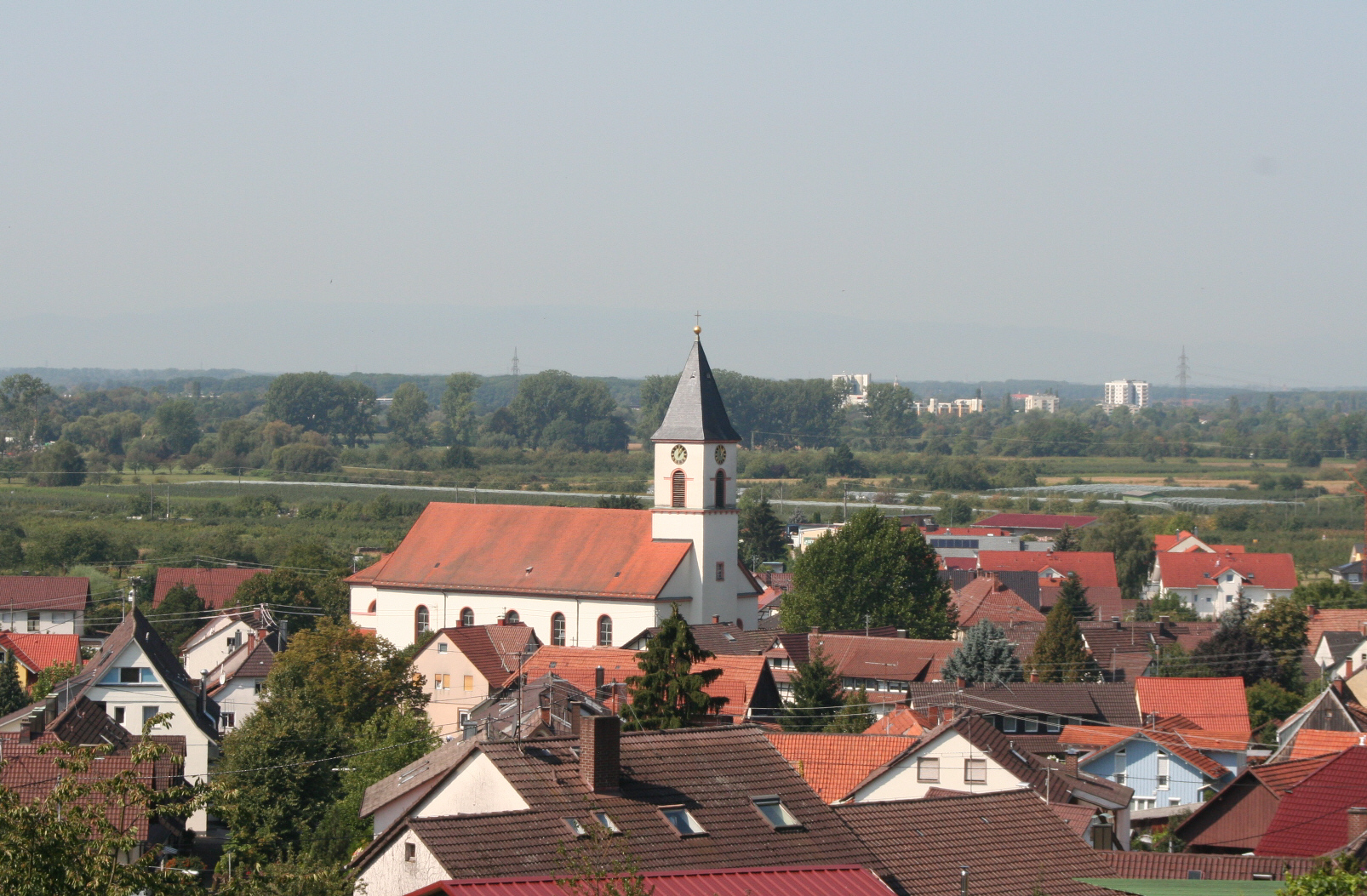
St. Bartholomäus

Die erste Kirche im heutigen Ortenberg war die Bühlwegkapelle auf einem Hügel zwischen den Dörfern Ortenberg und Käfersberg, das heute ein zur Gemeinde Ortenberg gehörender Wohnplatz ist. Die Bühlwegkapelle war auch kirchenrechtlich Pfarrkirche, verlor diesen Status aber 1182 an die neu gegründete Pfarrei Heilig-Kreuz in Offenburg und wurde so Filiale. Erst dank der Reformen Kaiser Josephs II. wurde Ortenberg 1787 wieder selbständige Pfarrei und die Bühlwegkapelle Pfarrkirche. Sie war allerdings zu klein und nicht in gutem Zustand. In einem Bericht von 1805 heißt es: „Bei Abhaltung der Christenlehre kann nur entweder das männliche oder das weibliche Geschlecht erscheinen. Es ist daher kein anderes Mittel, dem täglich überhand nehmenden Verdörbnüß ein Damm zu setzen als eine der Seelenzahl angemessene Erbauung einer Kirche.“ 1808 übernahm die seit dem Frieden von Pressburg 1805 zuständige großherzoglich-badische Regierung die Baukosten für den Chor und den Turm. Die Kriegs- und Notjahre des zweiten Jahrzehnts verhinderten aber vorerst eine Realisierung. Man dachte auch daran, die Bühlwegkapelle zu vergrößern oder einen Neubau an ihre Stelle zu setzen. Schließlich – 1822, Pfarrer war Anselm Fey (Pfarrer von 1822 bis zu seinem Tod 1839) – fiel die Entscheidung für einen Neubau in der Ebene nach Plänen des Bezirksbaumeisters Hans Voß, in die Detailänderungen durch dessen Lehrer Friedrich Weinbrenner eingegangen waren. Am 9. Juni 1823 wurde der Grundstein gelegt, am 24. Oktober 1824 die Kirche geweiht. Die Bühlwegkapelle wurde wieder Filiale.

## Baugeschichte
St. Bartholomäus teilte mit vielen Kirchen das Schicksal periodischer Anpassung an den Zeitgeschmack im Abstand einiger Jahrzehnte. Den ursprünglichen Stuck hatte Jodok Friedrich Wilhelm geschaffen, „der letzte Vertreter der ruhmvollen alten Vorarlberger Bauschule“. Die Gemeinde hatte ihm zum Dank das Ortsbürgerrecht verliehen. Von seinen Beiträgen – Altäre, Kanzel, Taufstein, Kommunionbänke – ist nichts geblieben.

Vergangene Ausstattungen
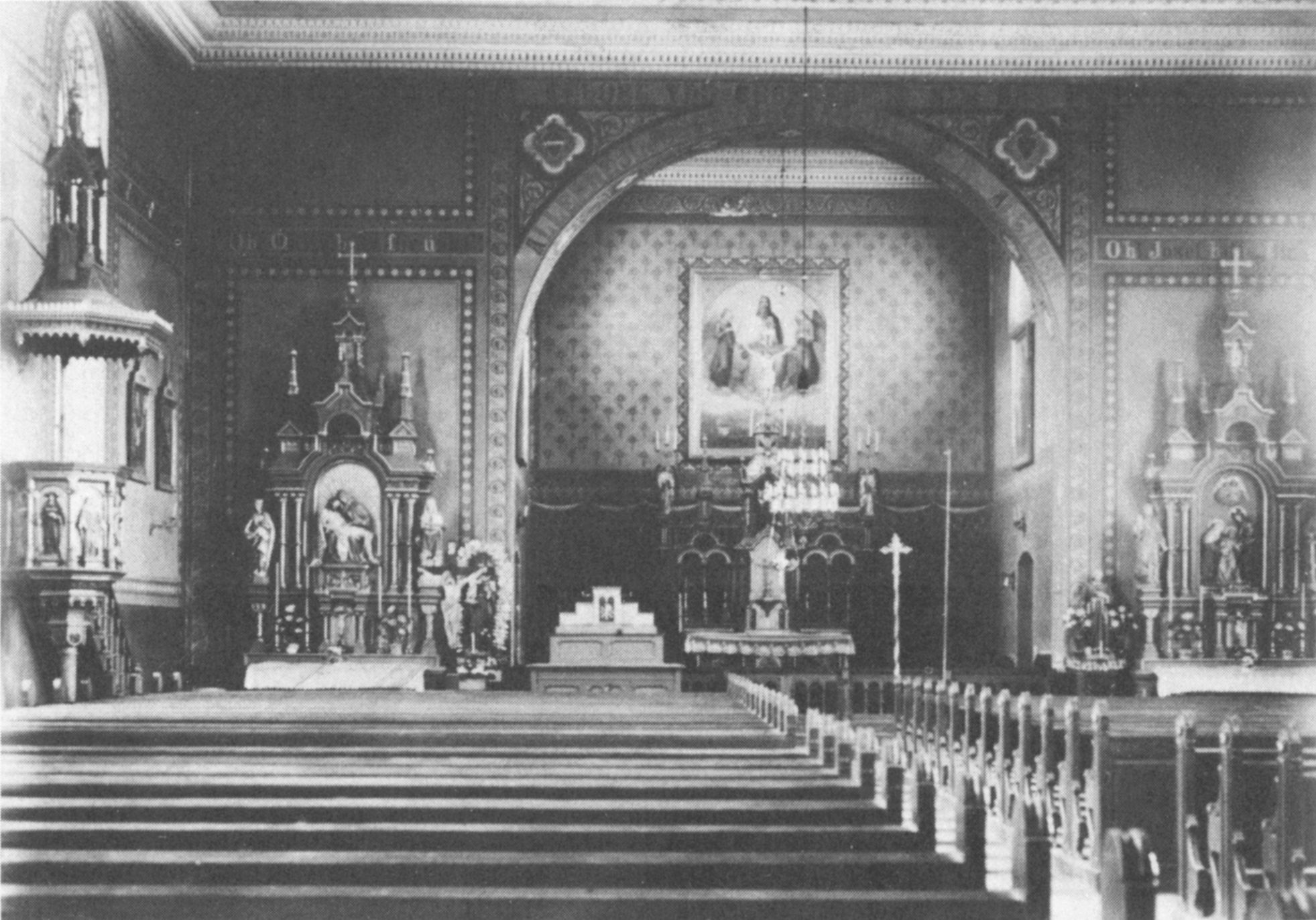
Neoromanik
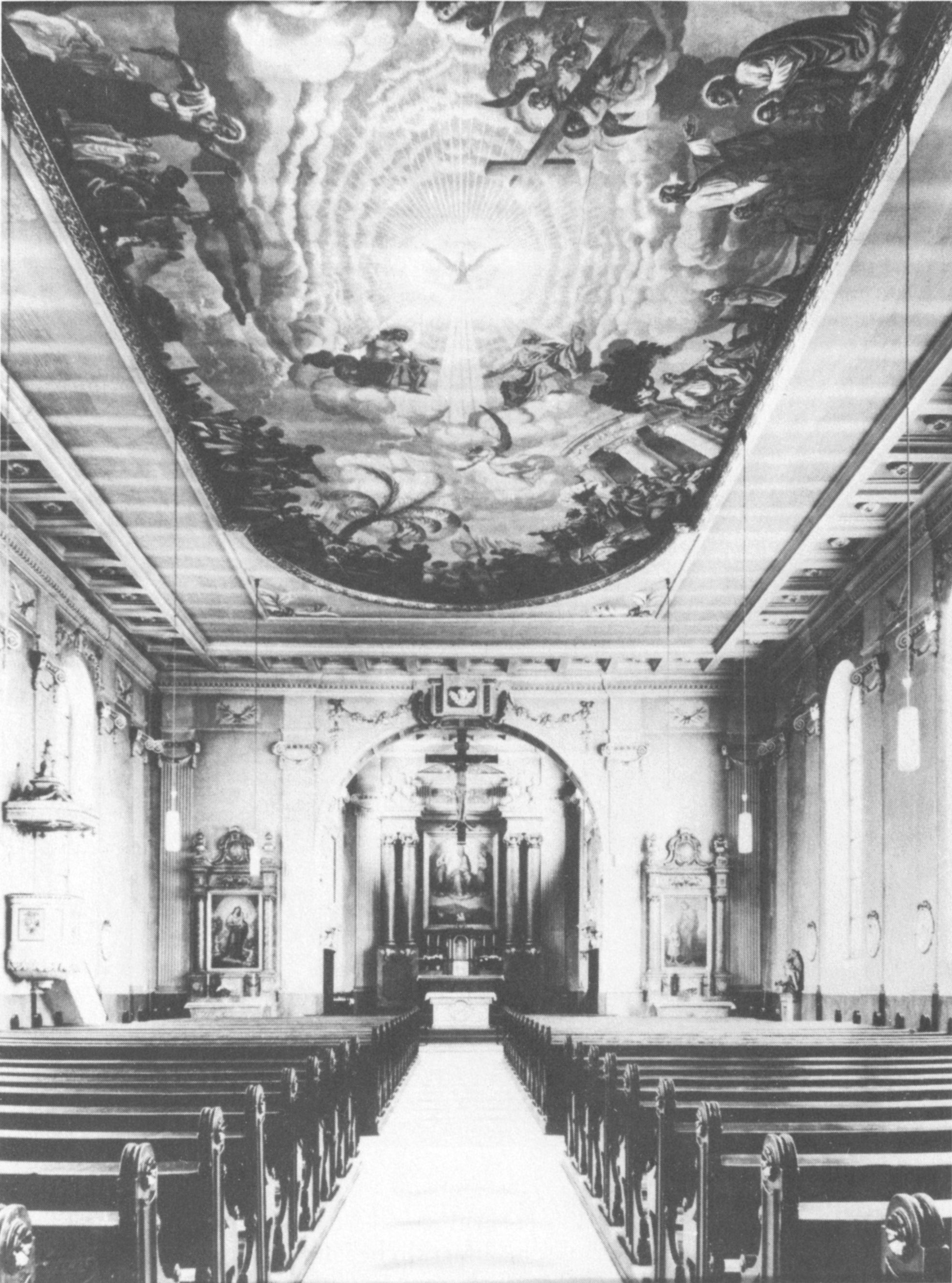
Neoklassizismus
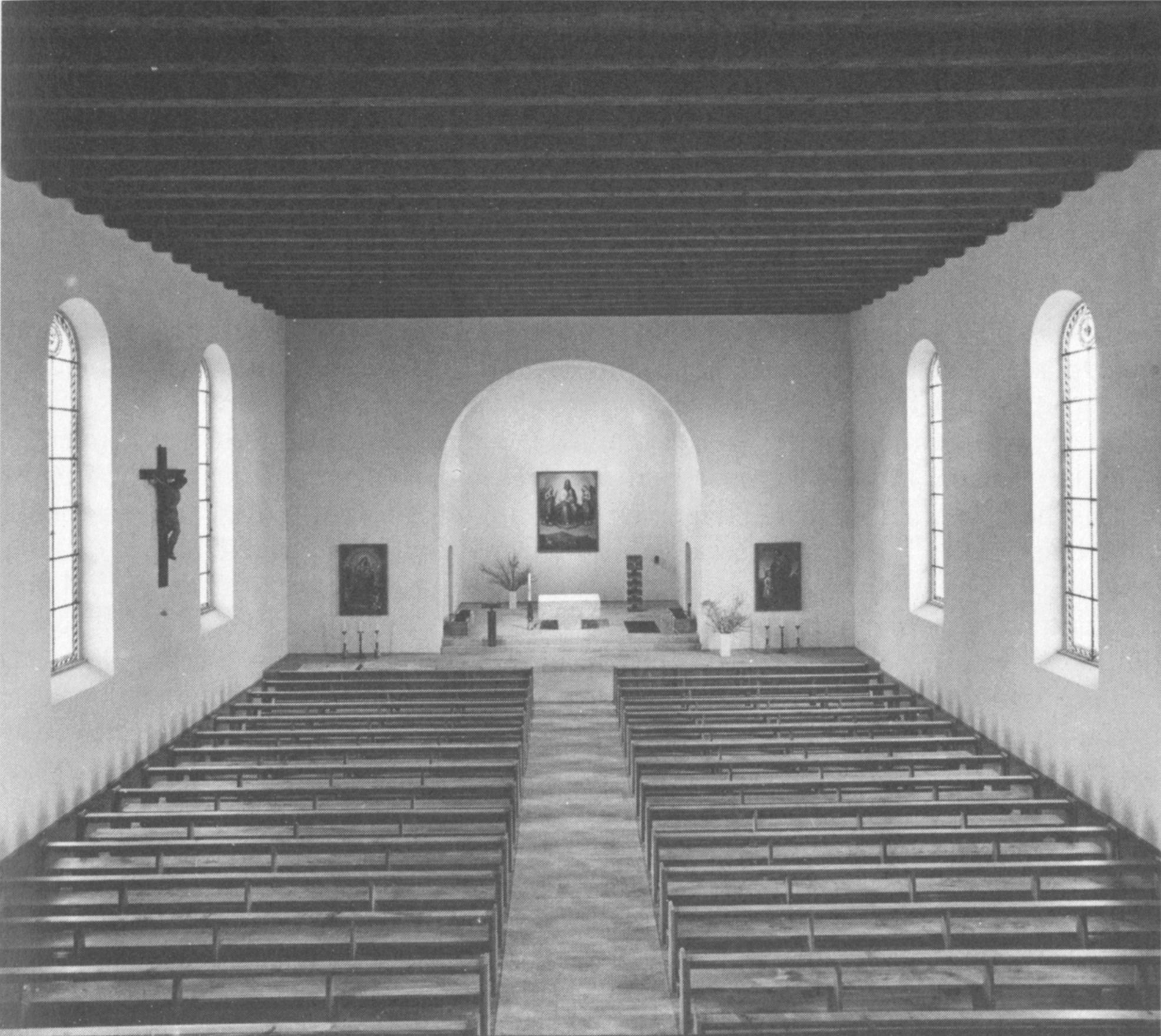
Nach der Purifizierung

„Nach ca. 60 Jahren siegte 1880 die Neuromanik.“ Pfarrer (von 1877 bis 1899) war Franz Otto Klein. Wände und Decken wurden mit Bändern und Friesen in dunklen Farbtönen bemalt, Wilhelms Stuckaltäre durch hölzerne Altäre mit hohen säulen- und türmchenreichen Aufbauten ersetzt.
„1932 wurde man des düsteren Eindruckes der Ausstattung des 19. Jahrhundert endgültig überdrüssig und versuchte eine neuklassizistische Formung zu finden.“ Pfarrer war Maximilian Walk (1872–1939). Stuck in Weiß und Gold kehrte zurück. Die Wände wurden durch Stuckpilaster gegliedert, die Altäre mit Säulen aus Stuckmarmor versehen, die Decken in Langhaus und Chor mit Gemälden geschmückt: in der Eingangshalle die „Berufung des Mose“, im Chor „Jesus und die Jünger von Emmaus“, im Langhaus 20 × 8,50 m groß „Leben, Tod und Verherrlichung des Apostels Bartholomäus“. Das Gotteshaus sollte eine ecclesia triumphans gegen die Anfechtungen des Nationalsozialismus sein.

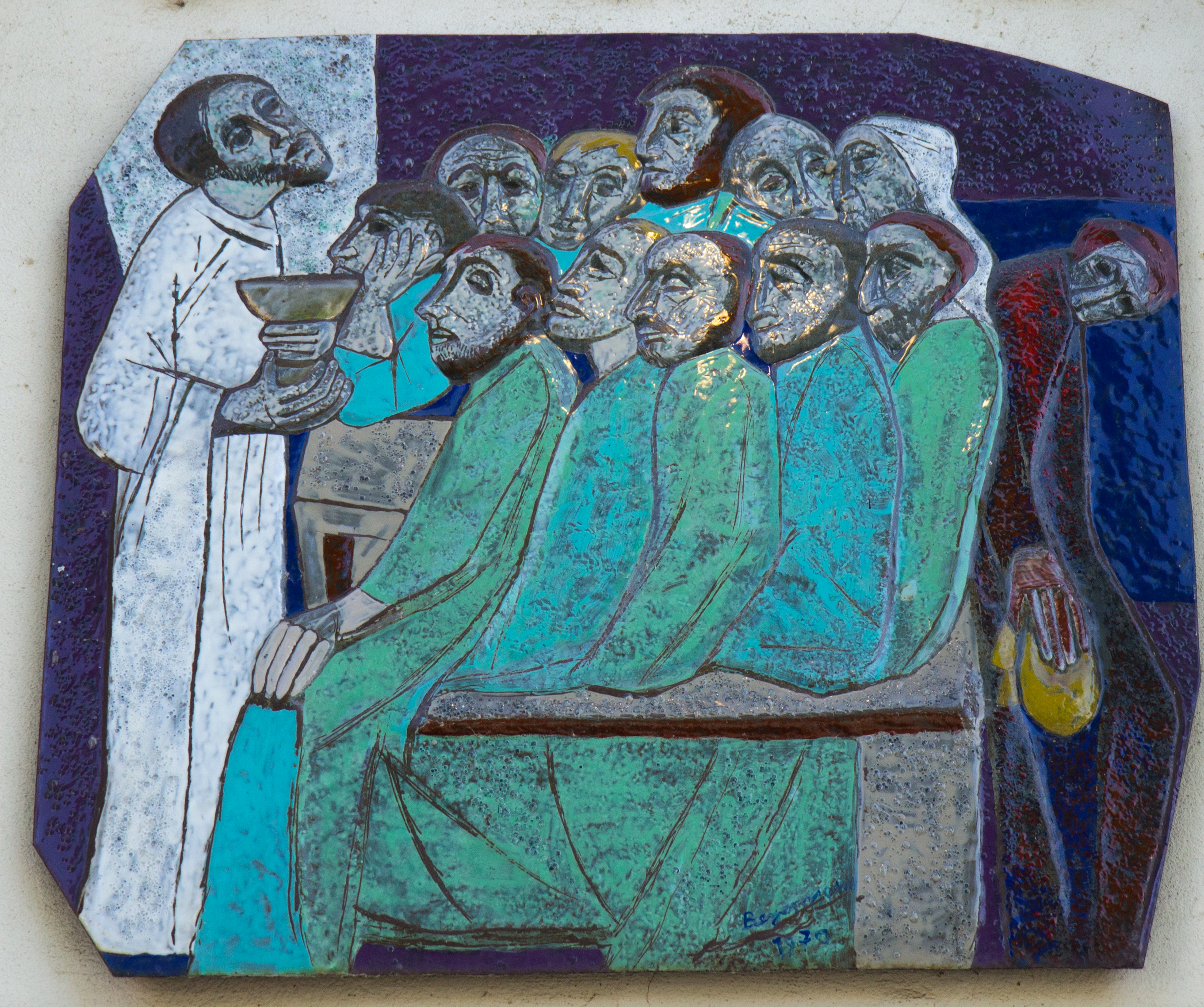
Westeingang: Jesus und seine Jünger

Nach dem Zweiten Vatikanischen Konzil „drängte sich – nach einem Generationsablauf – 1967/68 eine Erneuerung der Kirche auf.“ Pfarrer war Friedrich Isenmann (Pfarrer von 1954 bis zu seinem Tod 1975), der auch eine Restaurierung der Bühlwegkapelle betrieb. Die Gipsdecken in Langhaus und Chor mitsamt den Gemälden wurden abgeschlagen, altes eichenes Gebälk wurde freigelegt. Die Kanzel verschwand, an die Stelle des pompösen Hochaltars trat ein einfacher Opferstein. „Nach den reichen Kirchenausstattungen von 1876 und von 1930 wirkte der neugestaltete Kirchenraum klar, aber sehr nüchtern, auf die wesentlichsten Einrichtungsgegenstände für die Feier des Gottesdienstes konzentriert.“
Die letzte Renovierung von 1996 bis 1998 sollte dem Raum „mehr Gestalt und Wärme“ geben.

## Gebäude

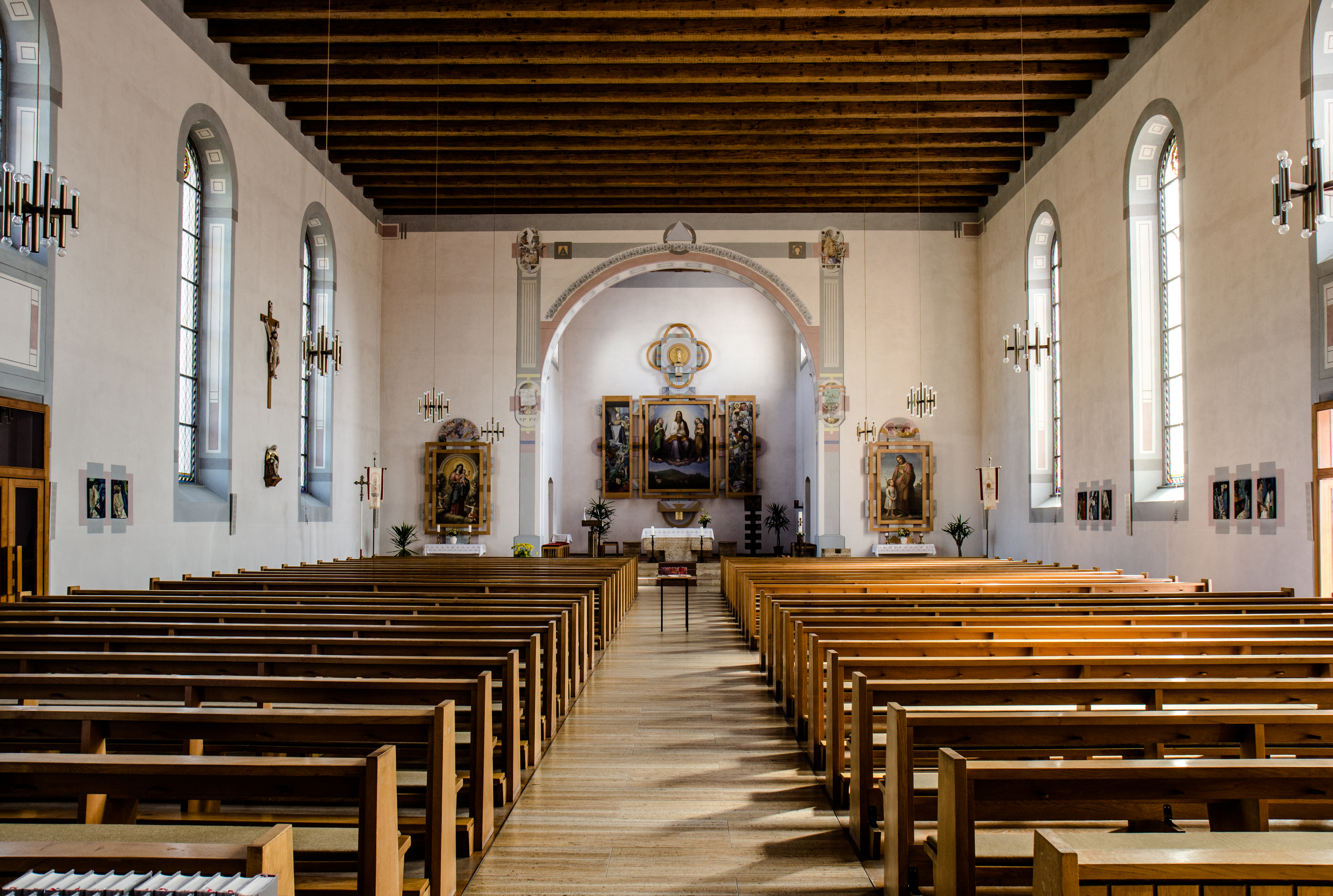
Inneres nach Osten

St. Bartholomäus gehört zu einer Reihe klassizistischer Landkirchen des Hans Voß, beginnend 1819 mit St. Nikolaus in Ichenheim. Ihr Stil, der „Weinbrenner-Stil“, Klassizismus in der Ausprägung Friedrich Weinbrenners, ist gekennzeichnet durch Konstruktion nur aus Gerade und Kreis, kubische Baukörper, Schmucklosigkeit, zuweilen das Dürftige streifend, „die rationale Klarheit und nicht das dunkle Geheimnis“ anstrebend. „Diese Kirchen bringen einen eigentümlich kargen Klang in die Landschaft, eine Einfachheit, die aber der Natur des Landes nicht widerspricht und etwas vom Hebelschen Geist frommer Aufklärung hat.“

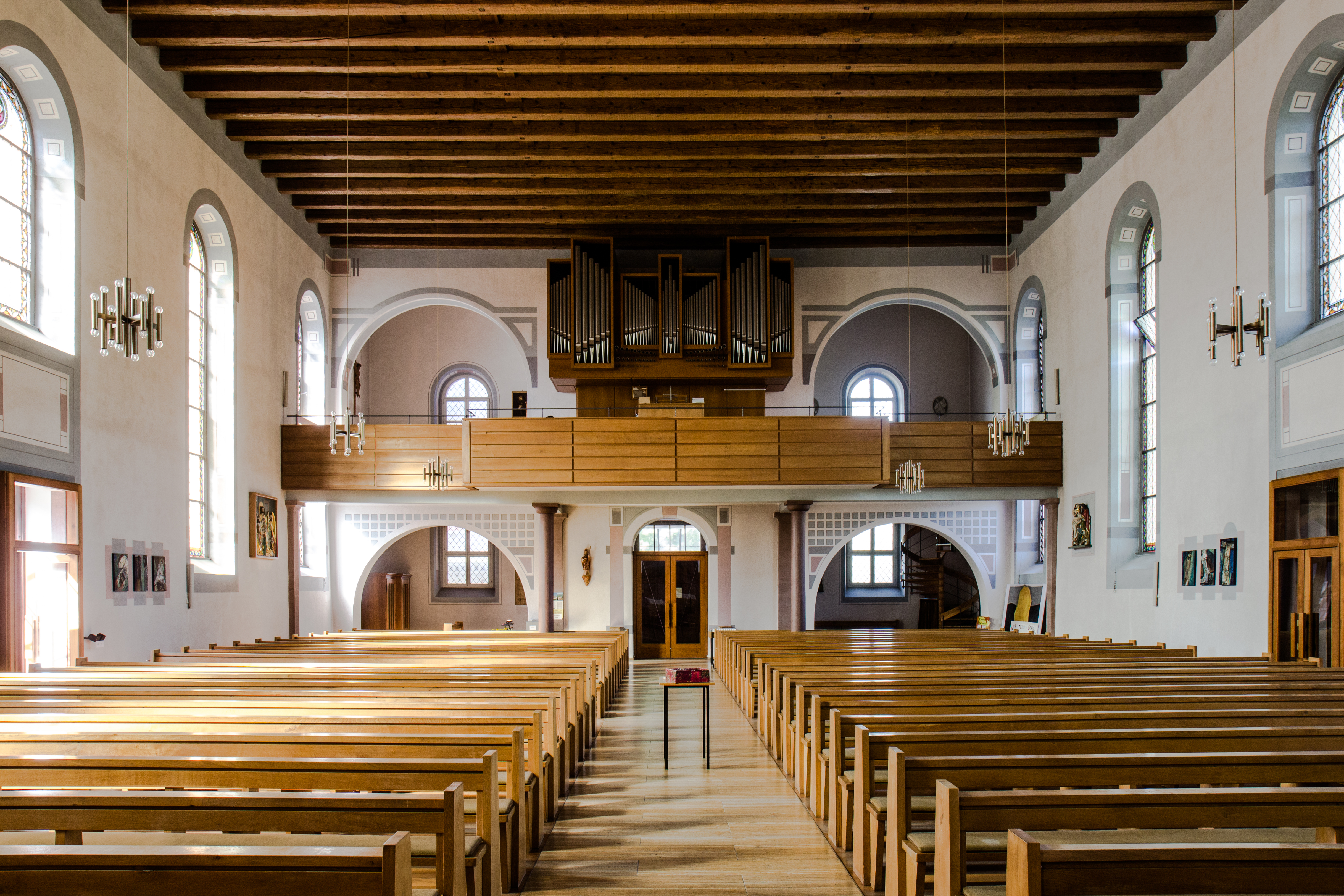
Inneres nach Westen

Das Ortenberger Gebäude, das die Wechsel seiner Ausstattung überstanden hat, repräsentiert diesen Stil bis heute. Es ist eine Saalkirche mit fünf Fensterachsen. Ein kreisförmig gerundeter Triumphbogen führt in den eingezogenen polygonal schließenden Chor. Der Turm ist in die Westfassade eingebunden, das Eingangsportal in eine rundbogige Nische eingefügt. Das Gesims unterhalb des Langhaus-Walmdachs setzt sich auf die Fassade fort und bildet mit den Dachschrägen einen Dreiecksgiebel. Über einem weiteren Gesims am Turm öffnen sich rundbogige Klangarkaden. Auf Turmuhren nach allen vier Seiten folgt ein Pyramidenhelm. „Trotz der schlichten Gestaltung steht der Bau an der Hauptstraße des Ortes, durch einen Vorplatz abgesetzt, günstig und gut eingefügt in Siedlung und Landschaft.“

## Ausstattung

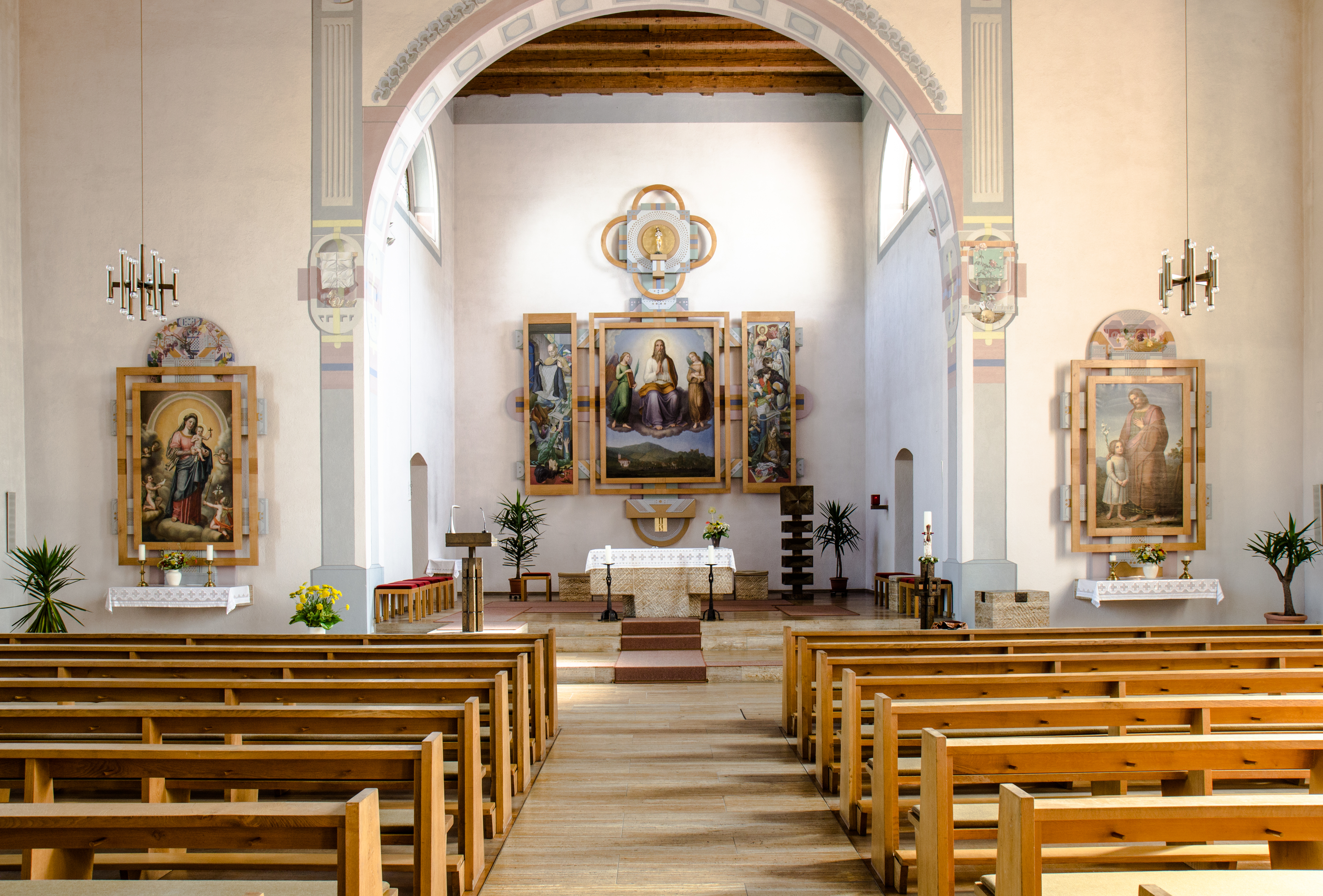
Chor und Nebenaltäre

Über dem Westeingang empfängt seit Pfarrer Isenmanns Restaurierung 1967/68 ein Emailrelief von Hans Beyermann (1923–1999) den Besucher: Jesus tritt zum Letzten Abendmahl zu seinen Jüngern. „Dem Künstler gelang eine spannungsvolle, tief religiöse Bildverkündigung, die hier ihre hohe Aufgabe erfüllt. Gegenüber von Christus geht der Verräter Judas in die dunkle Welt hinaus.“
Im Inneren sind der Hochaltar aus Travertin, der Tabernakel und der Ambo, Werke des Bildhauers Bruno Knittel, sowie der Email-Kreuzweg Hans Beyermanns von der 1967/68er Kampagne geblieben.
Statt des reinen Weiß von Isenmanns Restaurierung gliedern von 1996 bis 1998 Faschen um die Fenster und den Triumphbogen das Langhaus, gemalt von Reinhard Dassler und Hansjörg Edler (* 1956 in Riedlingen). In die Umrahmung des Triumphbogens hat Dassler vier Symbolbilder eingelassen:
- Links oben „Schöpfung“ mit einem Ei, aus dem Vögel schlüpfen;
- Rechts oben „Vanitas“ mit einem verblühten Rosenstrauß;
- Links unten „Abendmahl“ mit Brot und Wein;
- Rechts unten „Auferstehung“ mit einer Rose, die aus einem Totenkopf wächst.

Die Hauptgemälde der drei Altäre sind wieder die nazarenischen Werke der Erbauungszeit.

Altäre
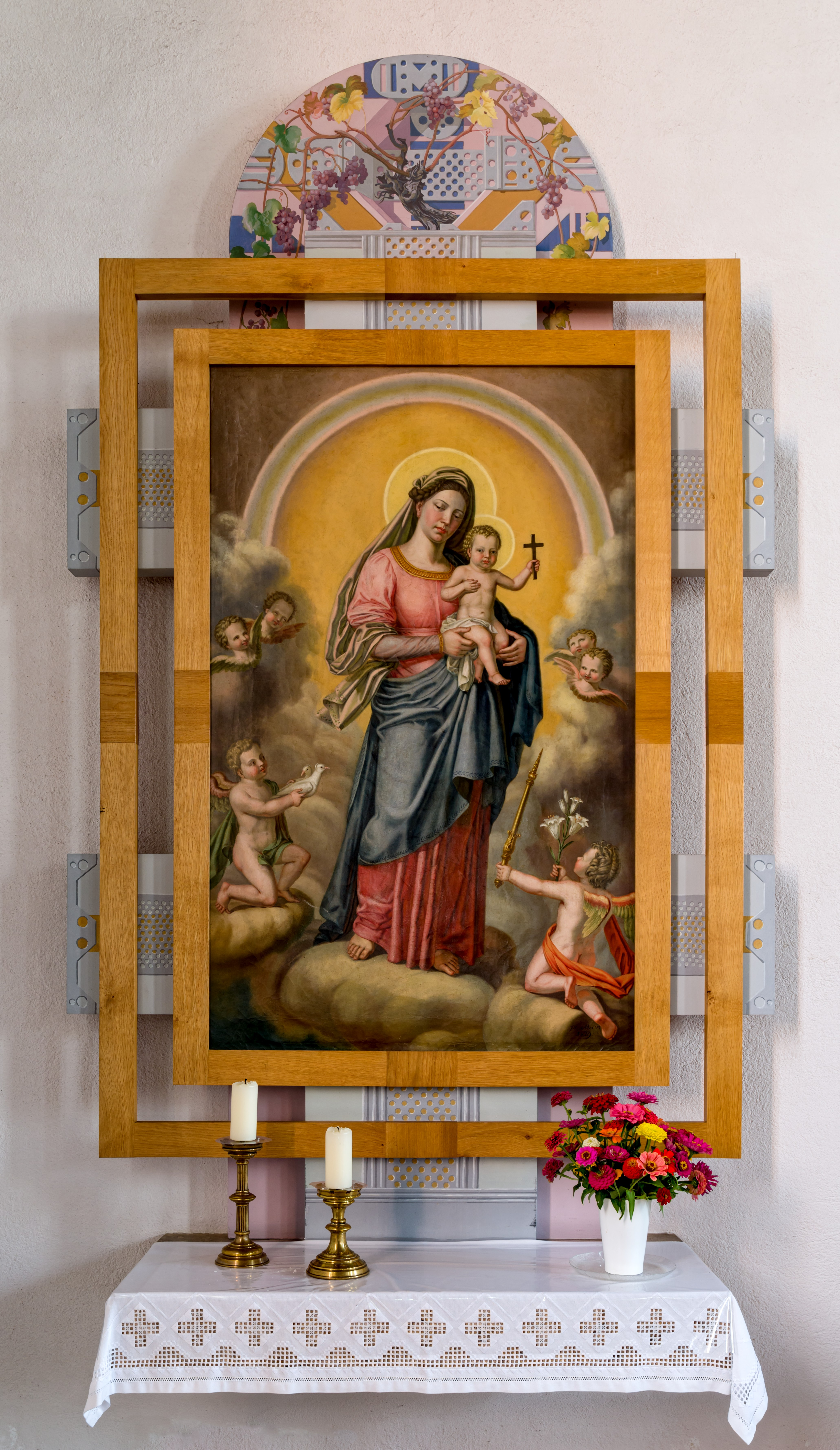
Linker Seitenaltar
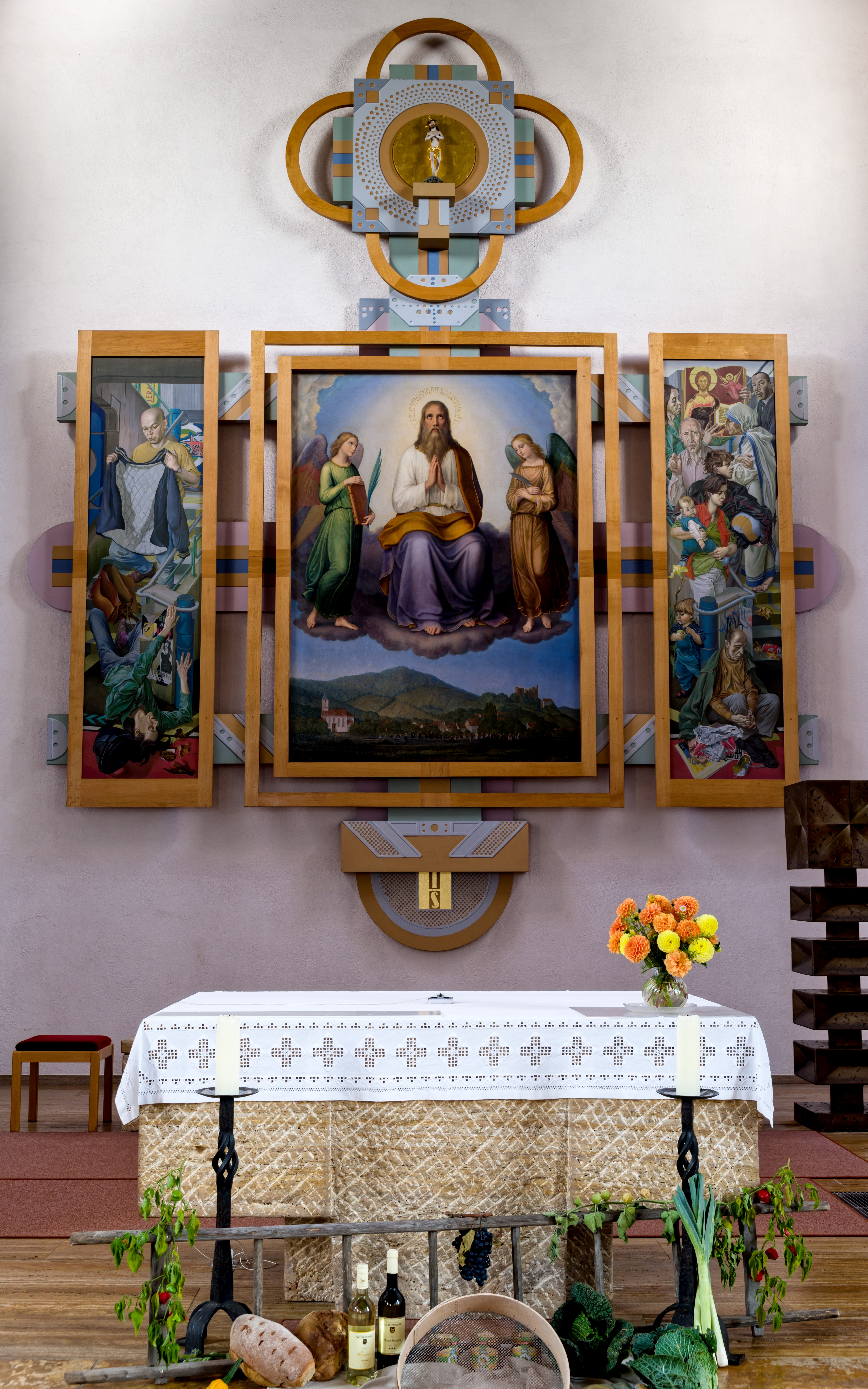
Hochaltar
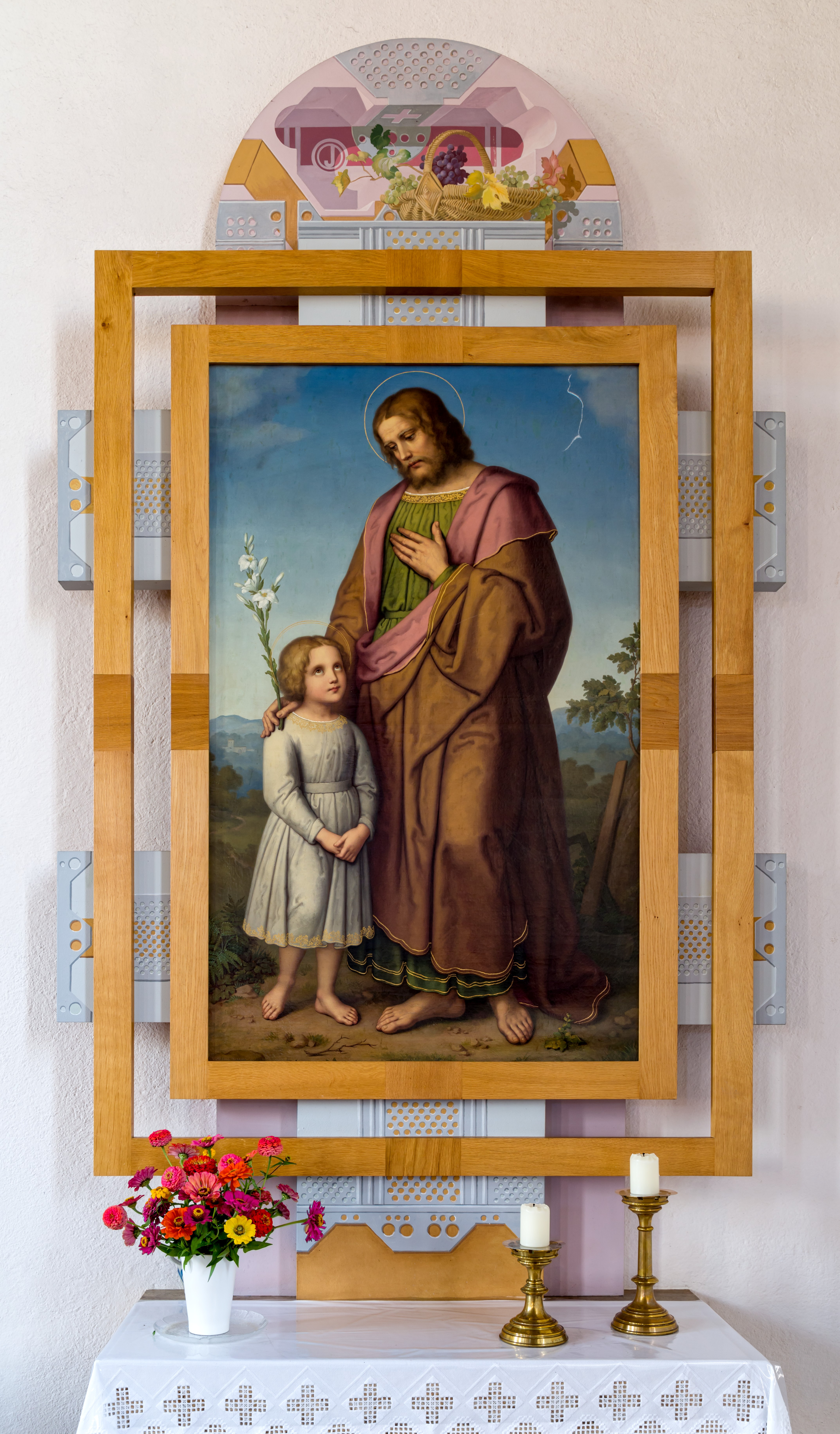
Rechter Seitenaltar

Hauptgemälde der Altäre
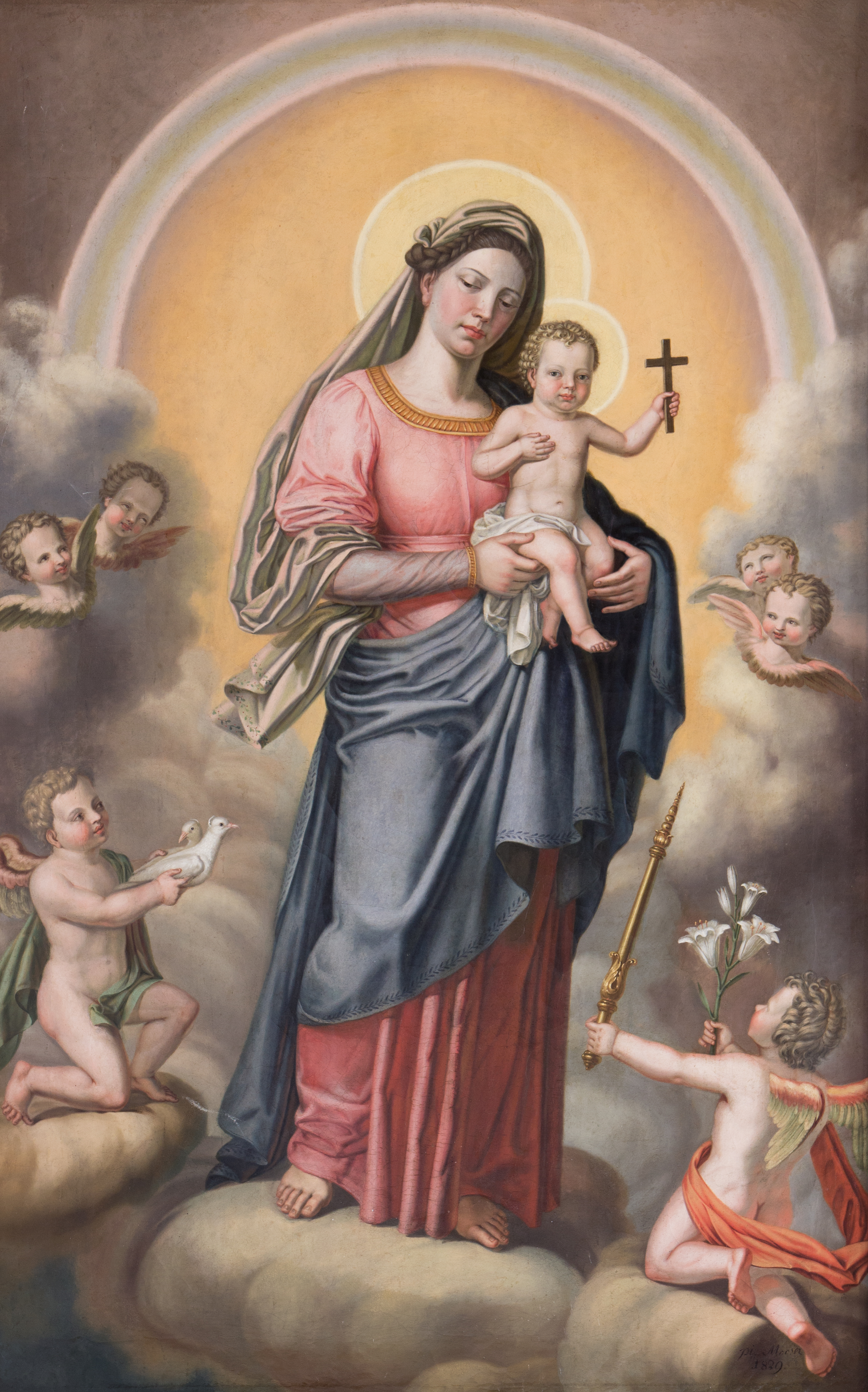
Maria mit dem Jesuskind
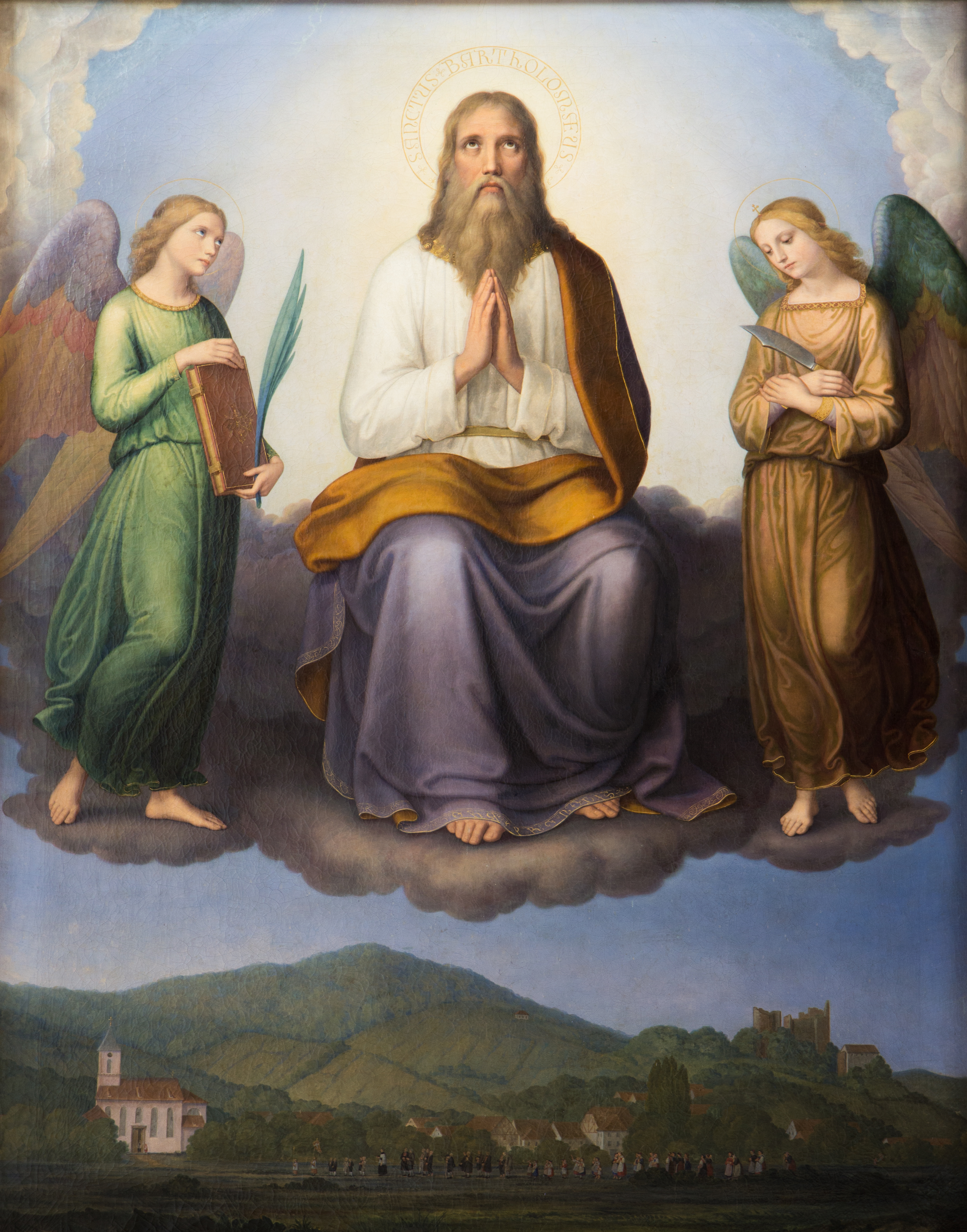
Bartholomäus
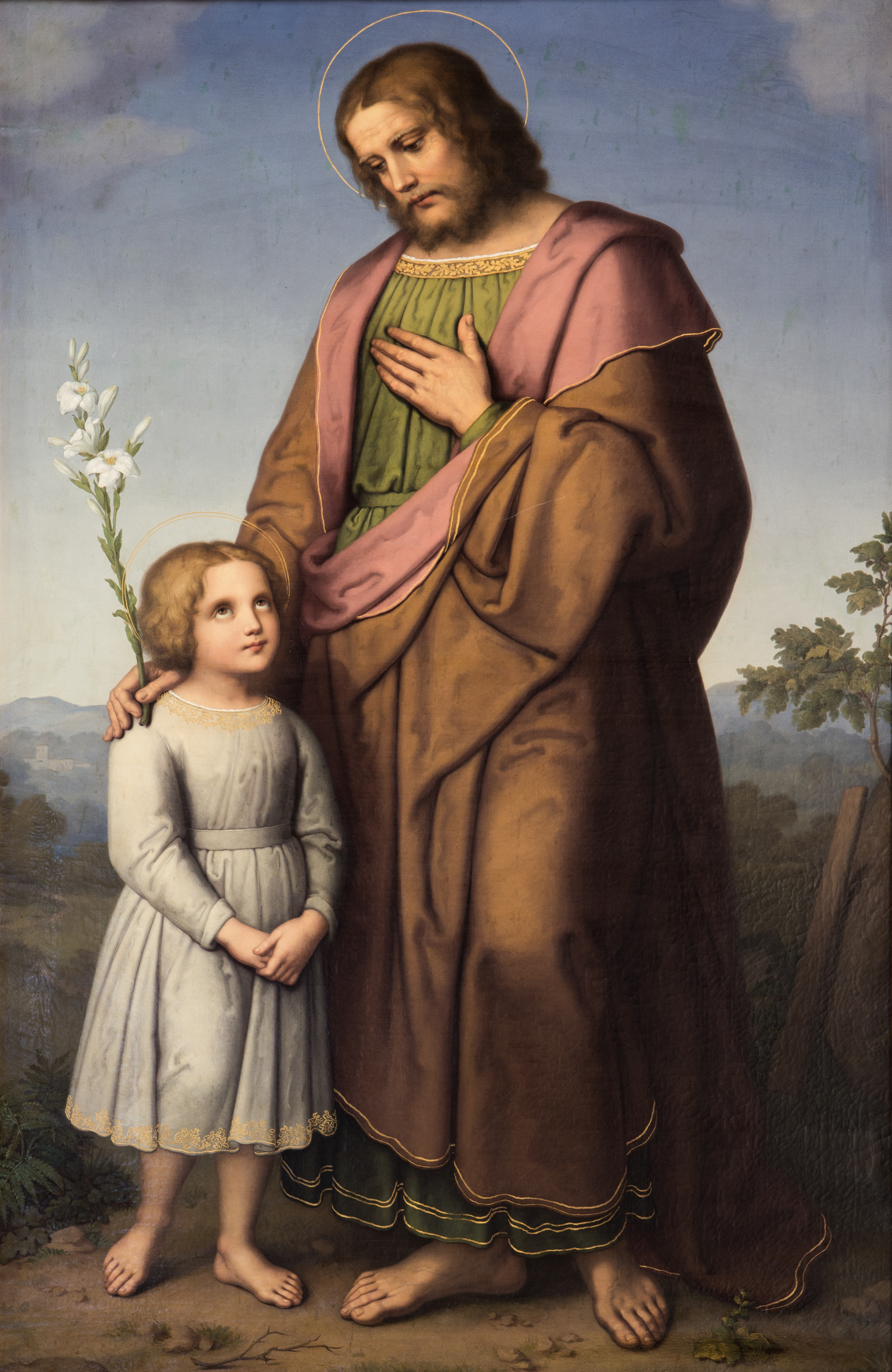
Joseph mit dem Jesuskind

- Im Hochaltarbild von Marie Ellenrieder (1791–1863) sitzt Bartholomäus auf einer Wolkenbank zwischen Engeln, von denen der linke einen Palmzweig und der rechte das Schindmesser seines Martyriums in der Hand hält. Unten sind vor Hügeln die neu gebaute Kirche, einige Häuser des Dorfs und die damals noch in Ruinen liegende Burg Ortenberg zu erkennen. „Barockkünstler wie Tiepolo oder de Ribera schilderten den Heiligen auf dem Höhepunkt seiner Qualen, wehrlos und gefesselt, mit einem Schergen, der ihm die Haut abschält. Ellenrieder zeigte ihn nach dem Martyrium. Bartholomäus sitzt unversehrt auf einer Wolke, das Messer neben ihm hält ein Engel so liebenswürdig, als sei es für die Weihnachtsauslage eines Haushaltswarengeschäfts bestimmt.“[16]
- Im Bild des linken Seitenaltars von Joseph Moser (* 1783 in Wolfach) trägt vor einem Lichtbogen Maria das Jesuskind, das ein Kreuz hochhält, auf dem Arm.
- Das Bild des rechten Seitenaltars malte wieder Ellenrieder. Neben Joseph mit einer Lilie in der Hand schreitet das Jesuskind in himmelblauem Kleidchen, mit blonden Locken und himmelwärts gerichtetem Blick, „wobei man <…> zweimal hinschauen muss, um zu entdecken, dass es sich bei dem kleinen Wesen, das dort zu sehen ist, nicht um ein Mädchen handelt, sondern um Jesus. <…> Dass Ellenrieder ihn <…> mit einer Zärtlichkeit ausstattete, die viele heute Mädchen zuordnen, lag an ihrer Hochachtung für das Feinfühlige.“[16]

Dem Hochaltarbild wurden bei der letzten Restaurierung zwei von Dassler gemalte Flügel zugesellt, zeitgenössische Kunst wie am Triumphbogen, Bilder, hat man kommentiert, „bei denen man sich fragt, ob sie die nächste Kirchenrenovierung an dieser Stelle wohl überleben werden“. Der linke Flügel symbolisiert das Gleichnis vom barmherzigen Samariter, das rechte die Bergpredigt. „Mit Mutter Teresa und mit Martin Luther King sind zwei Menschen vertreten, die ihr ganzes Leben beispielhaft in den Dienst der Bergpredigt gestellt haben.“

Holzbildwerke
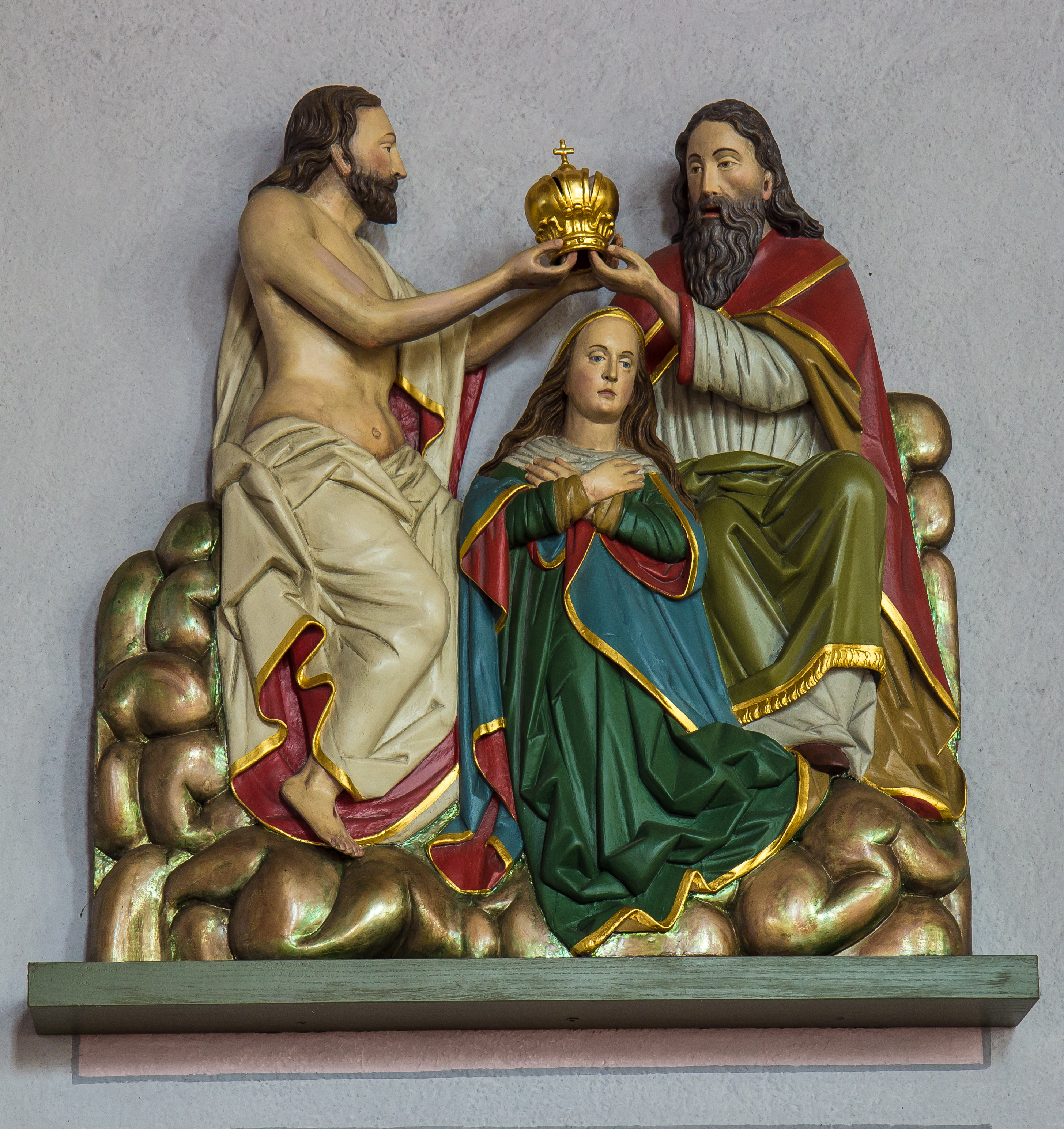
Marienkrönung
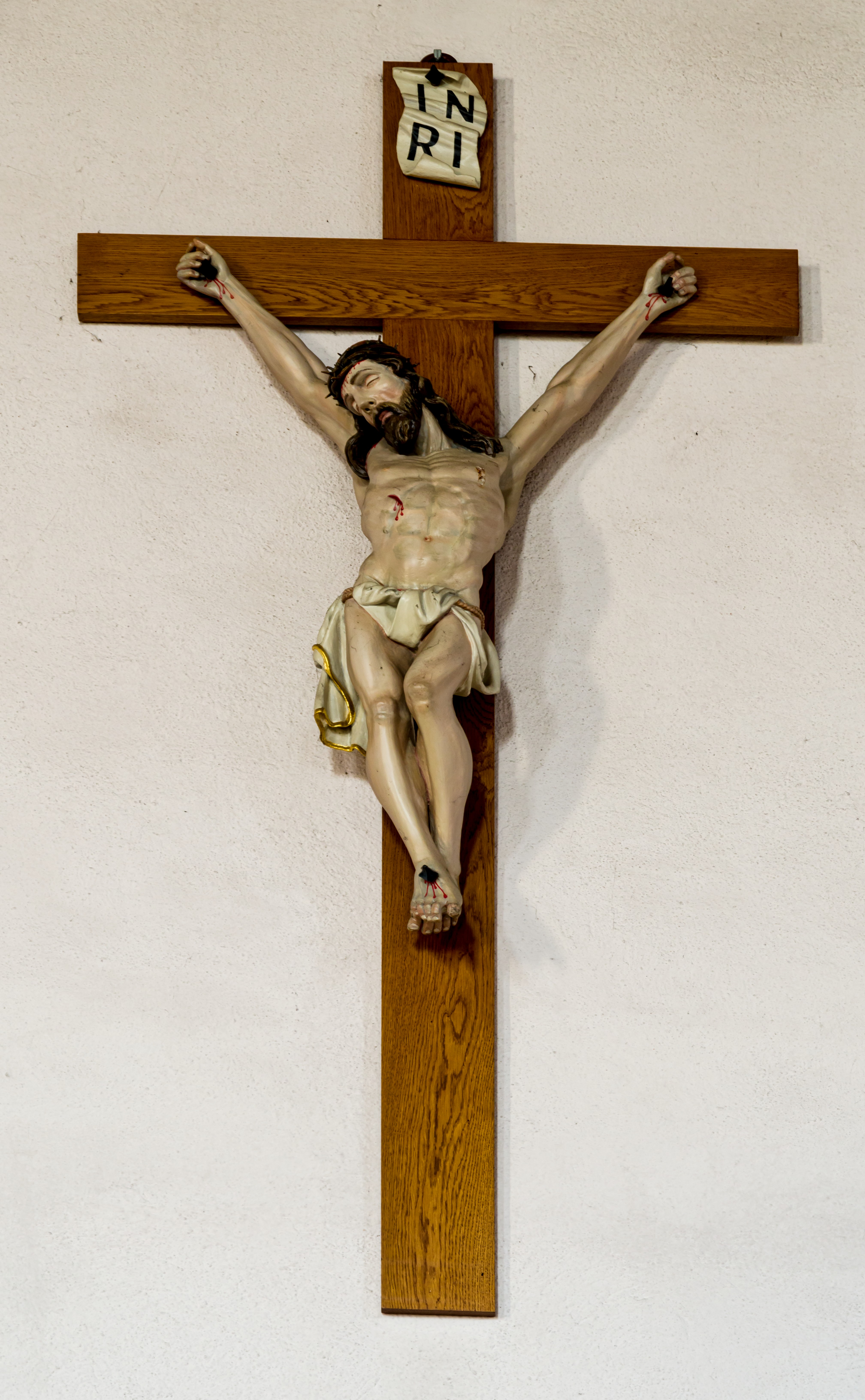
Kruzifix
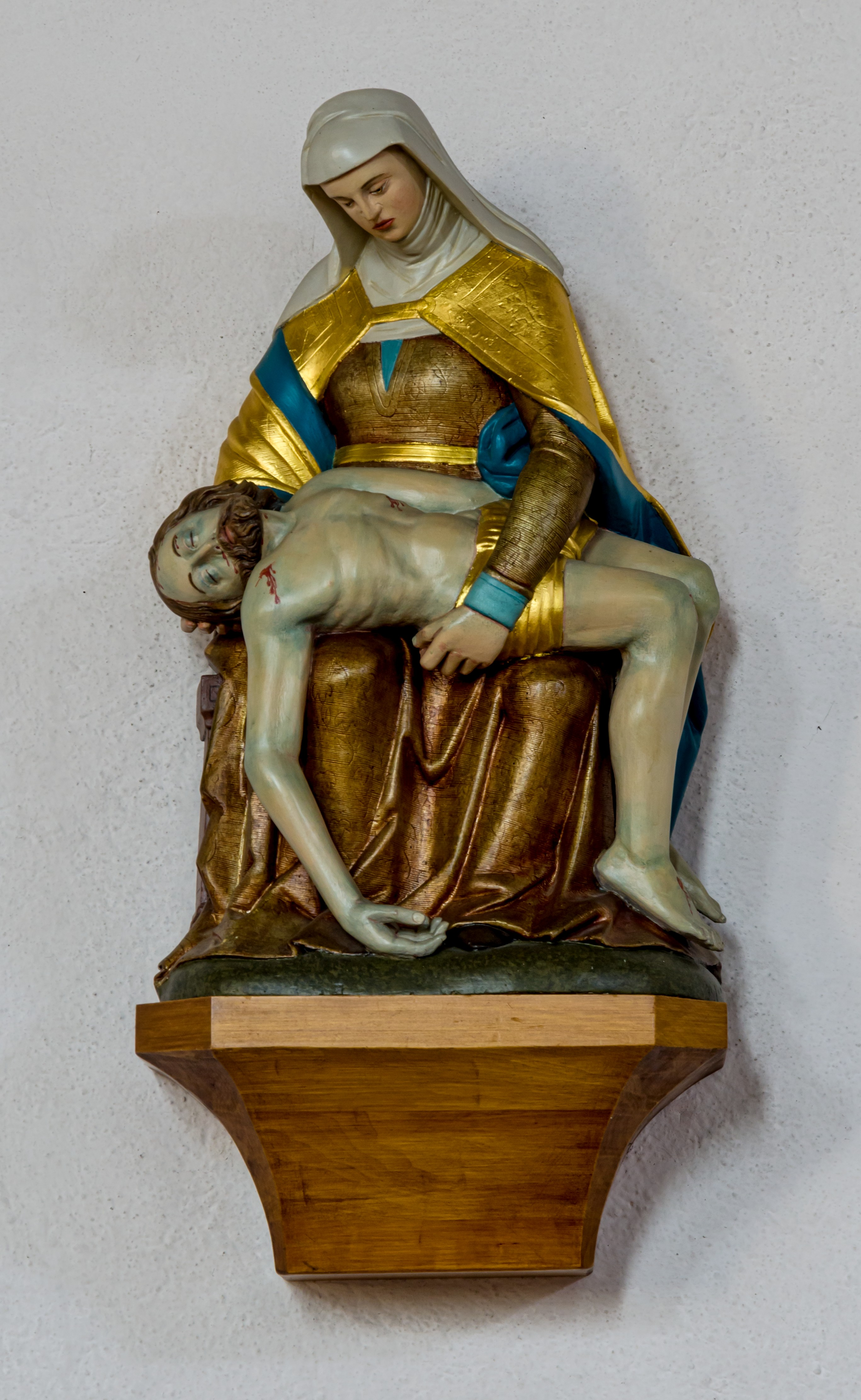
Pietà, 17. Jahrhundert
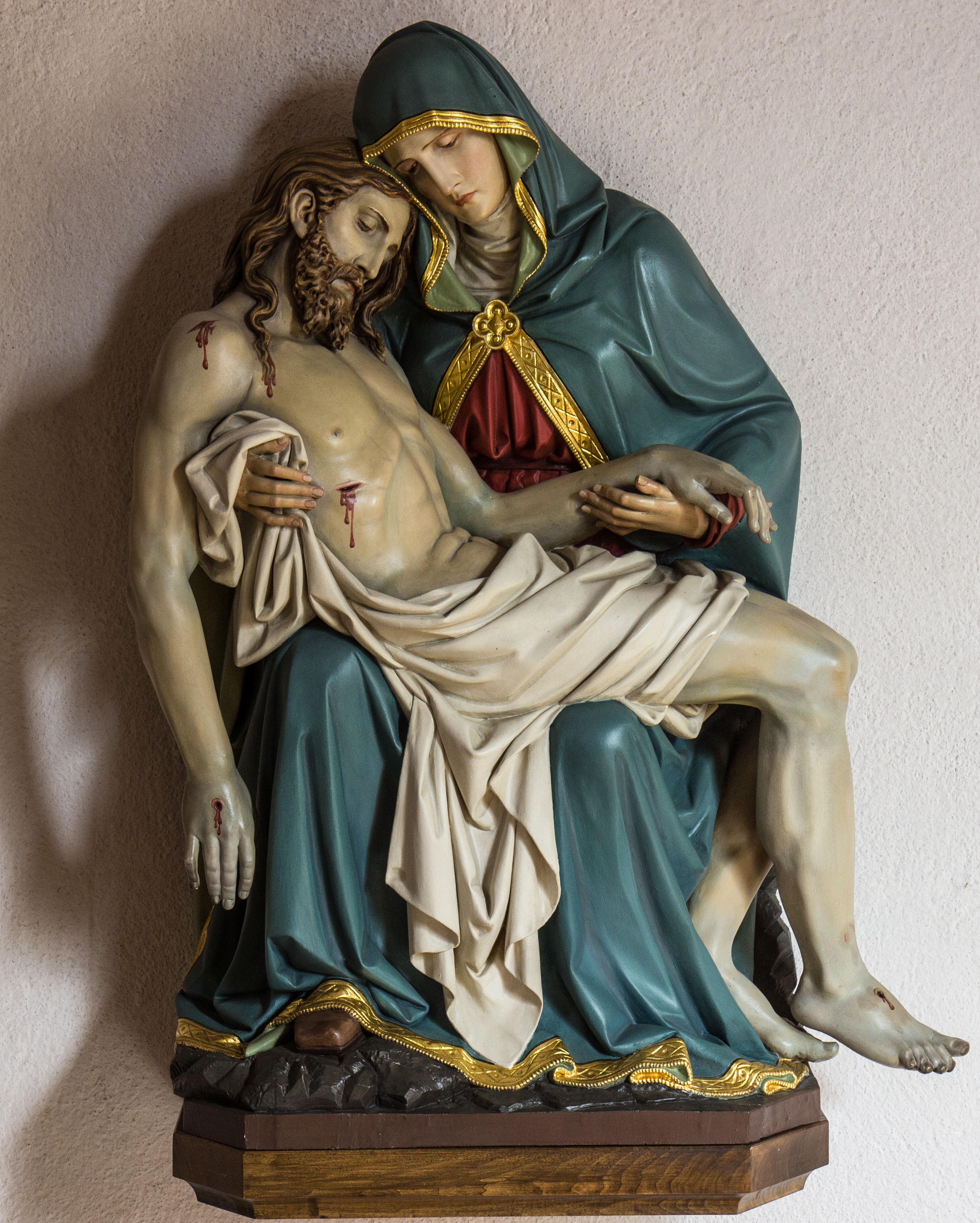
Pietà, 19. Jahrhundert
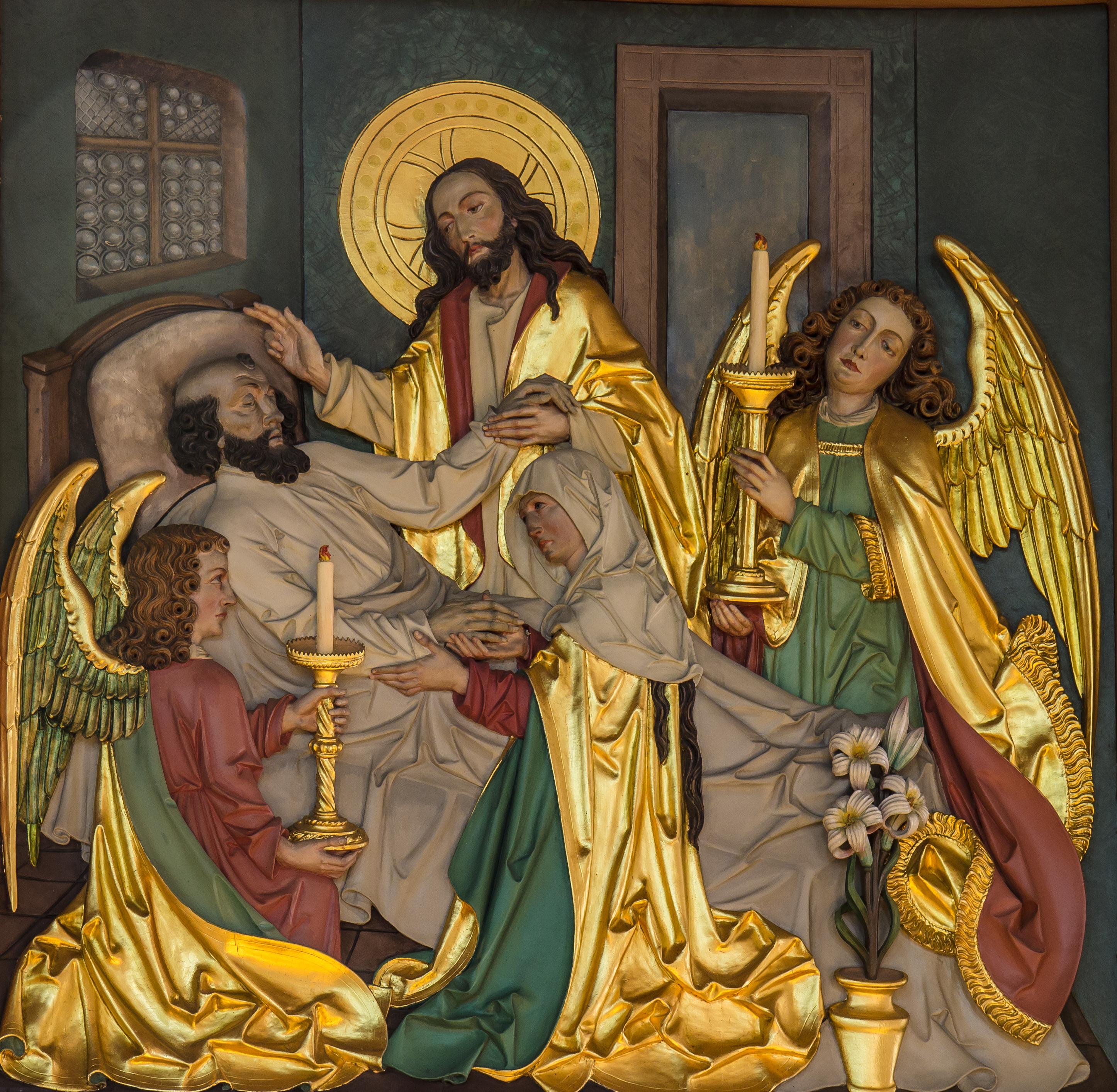
Tod des heiligen Joseph

Ältere Holzbildwerke schmücken die Langhauswände, nämlich links eine Marienkrönung des 17. Jahrhunderts, ein Kruzifix des 18. Jahrhunderts und eine Pietà des 17. Jahrhunderts, rechts eine Pietà des 19. Jahrhunderts von Peter Valentin und ein „Tod des heiligen Joseph“ des 19. Jahrhunderts.